# Операция Уиндмил
Операция Уиндмил (ОпУмл) е вторият Антарктически проект на САЩ състоял се между 1947 – 1948. Експедицията е командвана от капитан Джералд Кечъм, като САЩ ползвали ледоразбивача USCGC „Бъртан Айслънд“ (WAGB-283).
Мисиите по време на работата на „Операция Уиндмил“ включват дейности по доставка на материали, хеликоптерно разузнаване на ледените потоци, научни изследвания, подводни проучвания, и конвойна поддръжка.